# Panorpa nipponensis
Panorpa nipponensis är en näbbsländeart som först beskrevs av Navás 1908.  Panorpa nipponensis ingår i släktet Panorpa och familjen skorpionsländor. Inga underarter finns listade i Catalogue of Life.